# ويليام إتش هولت
ويليام إتش هولت (بالإنجليزية: William H. Holt)‏ هو محامي وقاضي أمريكي، ولد في 29 نوفمبر 1842، وتوفي في 6 مارس 1919.